# Heerenveense Koerier
De Heerenveense Koerier (aanvankelijk Heerenveensche Koerier) was een regionaal dagblad uit Friesland, dat na de Bevrijding verscheen. De krant werd uitgegeven te Heerenveen door de Stichting Je Maintiendrai-Friesland en droeg als ondertitel Onafhankelijk dagblad voor Midden-Zuid-Oost-Friesland en Noord-Overijssel. Hoofdredacteur was Sjoerd van der Schaaf.
De Heerenveense Koerier kwam voort uit het verzetsbulletin De Koerier en nam de plaats in van het Nieuwsblad van Friesland, dat 'fout' was geweest tijdens de Tweede Wereldoorlog. Het eerste nummer verscheen op 16 april 1945. De krant kwam aanvankelijk slechts op maandag, woensdag en vrijdag uit. Vanaf 1 juli 1946 verscheen de krant als dagblad en werd de titel gespeld als 'Heerenveense Koerier'. Op 25 mei 1951 vond te Heerenveen de officiële opening plaats van het eigen Koerier-gebouw. Met ingang van 24 mei 1952 verscheen de krant als Friese Koerier.
Nadat Van der Schaaf naar het Nieuw Utrechts Nieuwsblad (de Utrechtse editie van Het Parool) was vertrokken werd hij per 1 september 1952 opgevolgd door adjunct-hoofdredacteur Fedde Schurer.

## Kneppelfreed
Adjunct-hoofdredacteur Schurer schreef op 19 oktober 1951 onder de titel De laatste man van de Zwarte Hoop? een hoofdartikel naar aanleiding van een rechtszaak tegen een dierenarts voor het kantongerecht te Heerenveen. De zitting, op 17 oktober, was geschorst omdat de dierenarts Fries wilde spreken, waarna kantonrechter Wolthers meldde de dierenarts "officieel" niet te kunnen verstaan; het Fries was destijds geen rechtstaal. Schurer verweet de kantonrechter diens "kinderachtige, beledigende en treiterende optreden" en meende dat de kantonrechter toch geen kind meer was. In reactie op zijn artikel werd op zijn beurt Schurer gedagvaard. Terwijl hij op 16 november 1951 te Leeuwarden terechtstond werd buiten het gerechtsgebouw een samenscholing door de politie met geweld uiteen gedreven. Deze gebeurtenis kwam in Friesland bekend te staan als "Kneppelfreed". In 1956 werd het recht om in de rechtszaal Fries te spreken officieel bevestigd (wet-Donker).